# Arnaud Boetsch

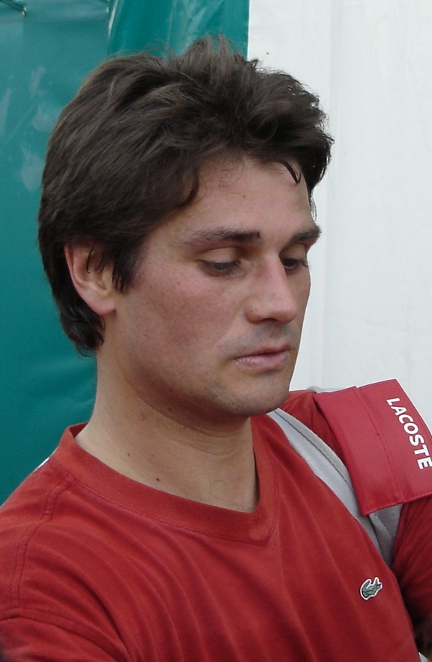
Arnaud Boetsch en 2005

Arnaud Boetsch (n, 1 de abril de 1969 en Meulan, Francia) es un jugador de tenis con nacionalidad francesa. En su carrera ha conquistado cinco torneos a nivel ATP, su mejor posición fue Nº12 en abril de 1996. 

## Títulos (5; 3+2)

### Individuales (3)
| Leyenda                |
| Grand Slam (0)         |
| Tennis Masters Cup (0) |
| ATP Masters Series (0) |
| ATP Tour (3)           |

| N.º | Fecha | Torneo        | Superficie | Oponentes en la final | Resultado        |
| --- | ----- | ------------- | ---------- | --------------------- | ---------------- |
| 1.  | 1993  | Hertogenbosch | Hierba     | Wally Masur           | 3–6, 6–3, 6–3    |
| 2.  | 1993  | Toulouse      | Dura       | Cédric Pioline        | 7–6(5), 3–6, 6–3 |
| 3.  | 1995  | Toulouse      | Dura       | Jim Courier           | 6–4, 6–7(5), 6–0 |

### Dobles (2)
| Leyenda                |
| Grand Slam (0)         |
| Tennis Masters Cup (0) |
| ATP Masters Series (0) |
| ATP Tour (2)           |

| N.º | Fecha | Torneo   | Superficie | Pareja           | Oponentes en la final           | Resultado |
| --- | ----- | -------- | ---------- | ---------------- | ------------------------------- | --------- |
| 1.  | 1991  | Bordeaux | Hierba     | Guy Forget       | Patrik Kühnen Alexander Mronz   | 6–2, 6–2  |
| 2.  | 1993  | Marsella | Dura       | Olivier Delaitre | Ivan Lendl Christo Van Rensburg | 6–3, 7–6  |